# سووت‌لر
سووت‌لر (به لاتین: Sovetlər) یک منطقه مسکونی در جمهوری آذربایجان است که در شهرستان بیلقان واقع شده است.